# シリア・マルキ
シリア・マルキ（Cylia Malki、1976年11月8日 - ）は、フランスの女優。

## 出演作品
- 猟犬たちの夜　オルフェーヴル河岸36番地―パリ警視庁
- ブロセリアンドの魔物
- 母をたずねて1800マイル